# Jardin universitaire Roger-Van den Hende
Le Jardin universitaire Roger-Van den Hende est un jardin botanique situé sur le campus de l'Université Laval à Québec.

## Histoire
L'origine de la création du jardin remonte à 1963 lorsque le professeur Roger Van den Hende propose au doyen de la Faculté d'agriculture de l'époque, le Dr Rolland Poirier, d'établir sur le campus universitaire un jardin expérimental de plantes ornementales. Avec un maigre budget, le professeur Van den Hende débute la collection de plante par le biais de semences, de bouturage et d'échange avec d'autres institutions dès 1965. Le projet voit le jour en 1966 sous la forme d'un « jardin pédagogique » situé sur une ancienne terre agricole acquise en 1949 par l'université et situé en périphérie du campus. À la retraite du professeur Van den Hende en 1975, l'université donne son nom au jardin commémorant ainsi la valeur de l’œuvre de ce dernier,.
À la suite d'un projet de kiosque d'information tenu par la Société linnéenne du Québec en 1974, le jardin est ouvert au public à partir de 1978. Il constitue depuis cette date un jardin pédagogique de six hectares qui permet d'élargir les connaissances autant des étudiants que du grand public. Le jardin reçoit le titre officiel de « Jardin botanique » en 2006. L'aspect pédagogique n'a jamais empêché que le développement du jardin se fasse de façon esthétique. Il est ouvert au public lors de la saison estival, soit du 1er mai au 30 octobre. L'accès au jardin est gratuit et sa fréquentation est de plus de 50 000 visiteurs par année.

## Collection végétale

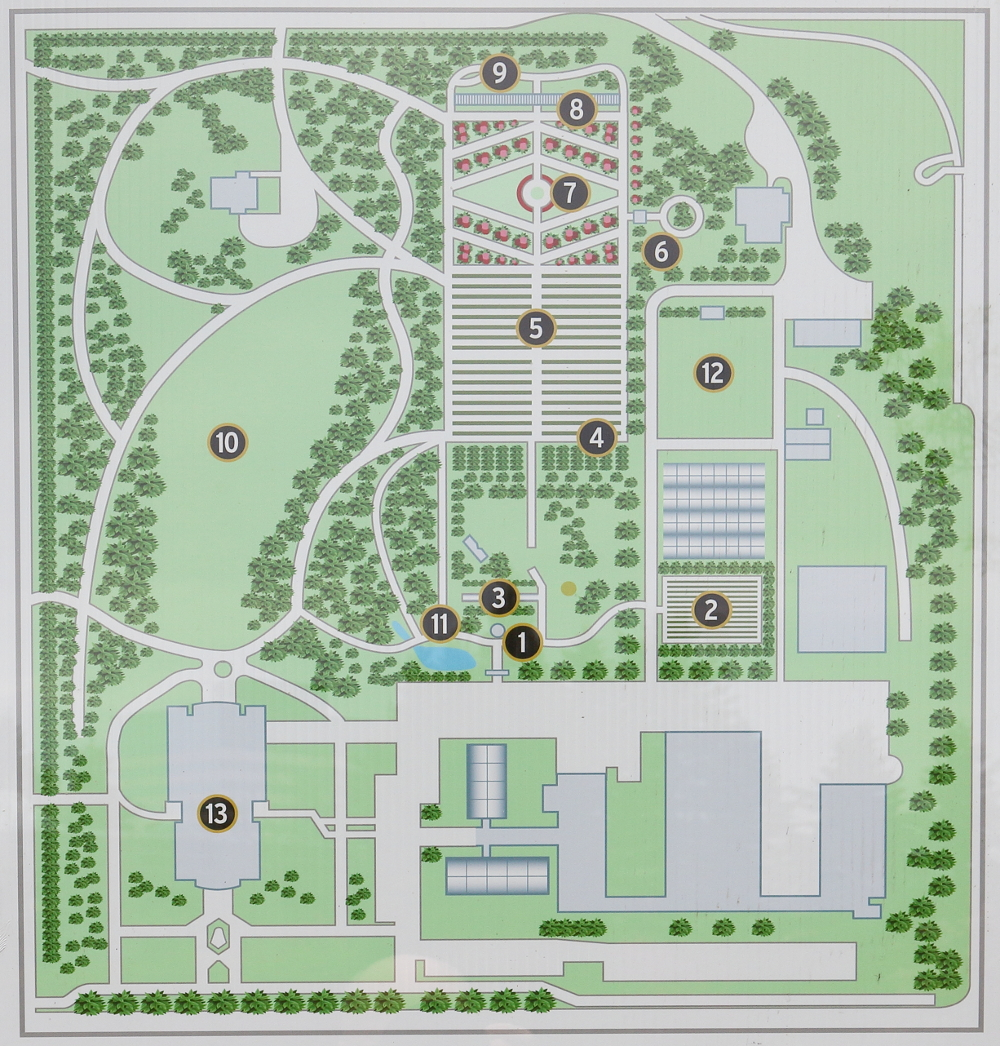
Plan du Jardin botanique Roger-Van den Hende. 1. Aire d'accueil. 2. Site d'évaluation de nouveaux cultivars. 3. Aire de culture. 4. Collection de haies. 5. Herbacetum. 6. Site de démonstration en compostage domestique .7. Roseraie Bon-Pasteur. 8. Pergola 9. Ericacetum. 10. Arboretum. 11. Jardin d'eau. 12. Potager et plantes utiles. 13. Envirotron.

Le jardin regroupe à la fois des plantes indigènes au Québec et des plantes originaires d'Europe, d'Amérique et d'Asie, comptant au total près de 4000 espèces et cultivars. Les plantes sont rassemblées par familles botaniques; on compte un jardin d'eau, un arboretum, un herbacetum (collection de plantes herbacées), une collection de rhododendrons, une roseraie, un site de démonstration sur le compostage domestique et un site d'exposition de fleurs annuelles,.
L'une des particularités du jardin est de posséder un ericacetum développé par le professeur Van den Hende pour démontrer que le climat de Québec pouvait, tout aussi bien que sa Belgique natale, permettre la floraison des rhododendrons.

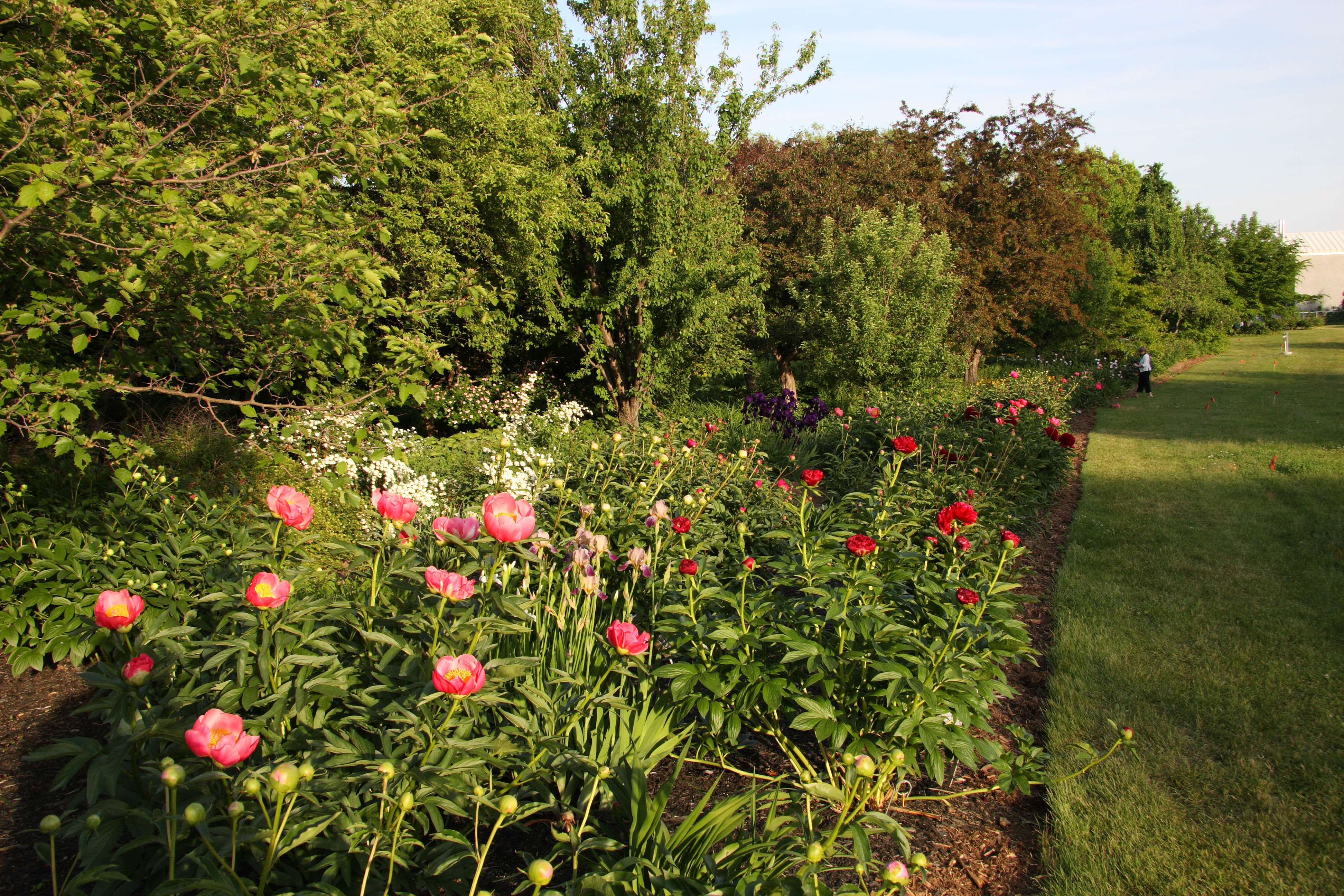
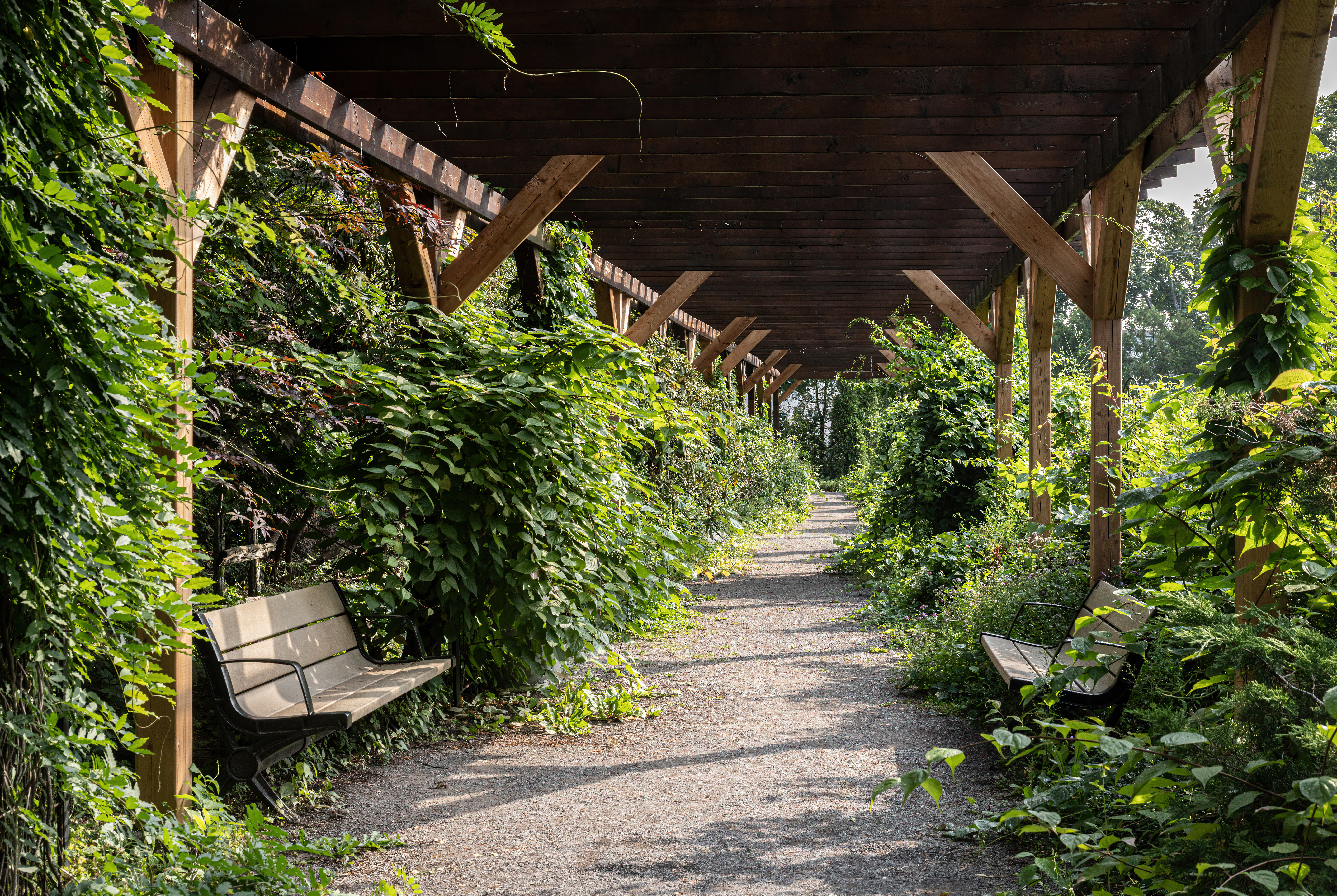
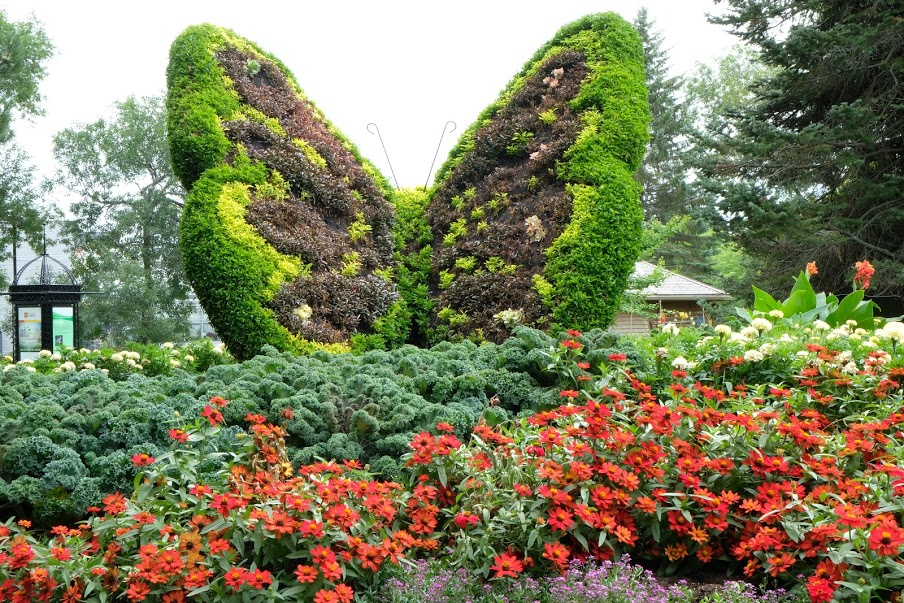
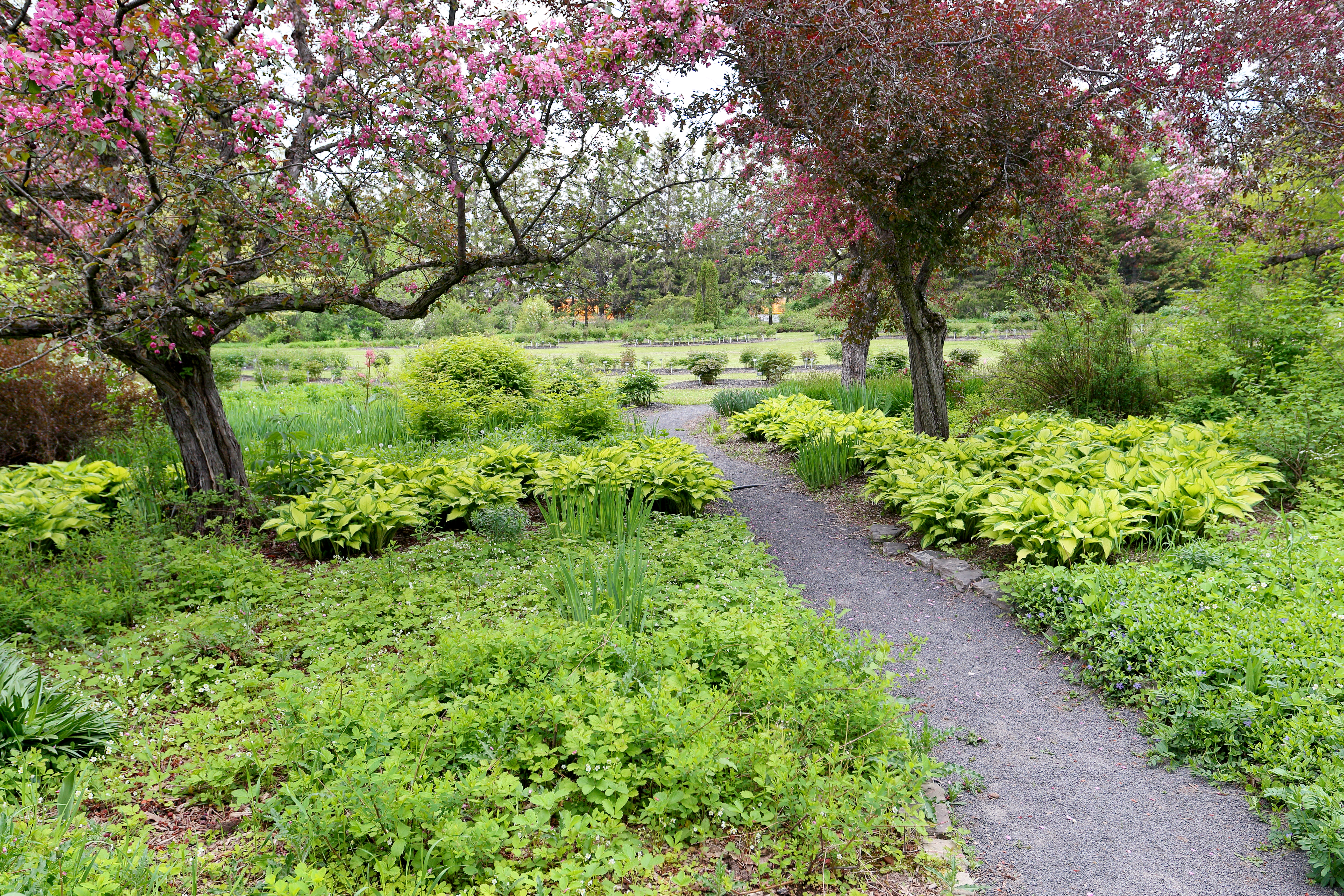
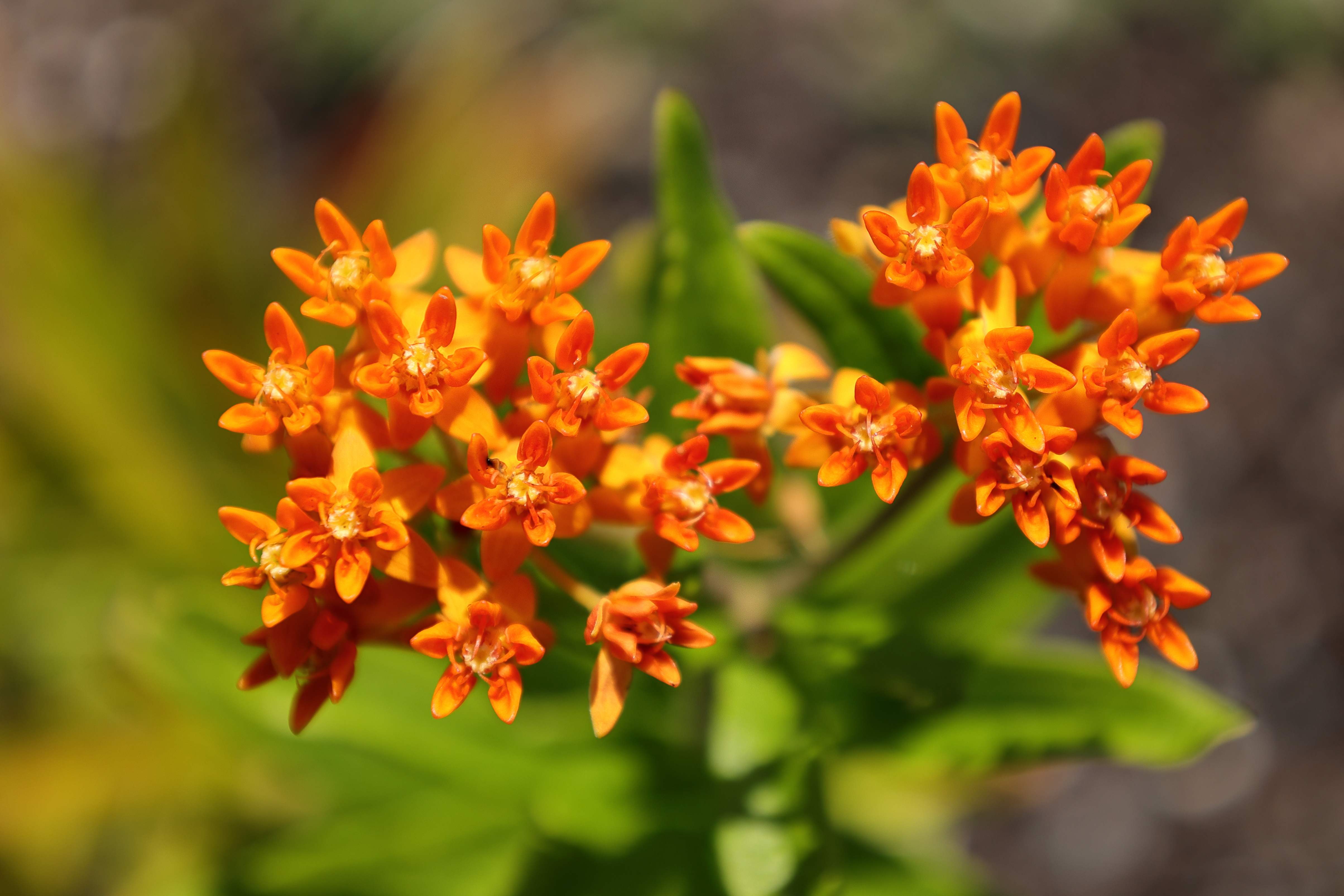
Asclépiade tubéreuse
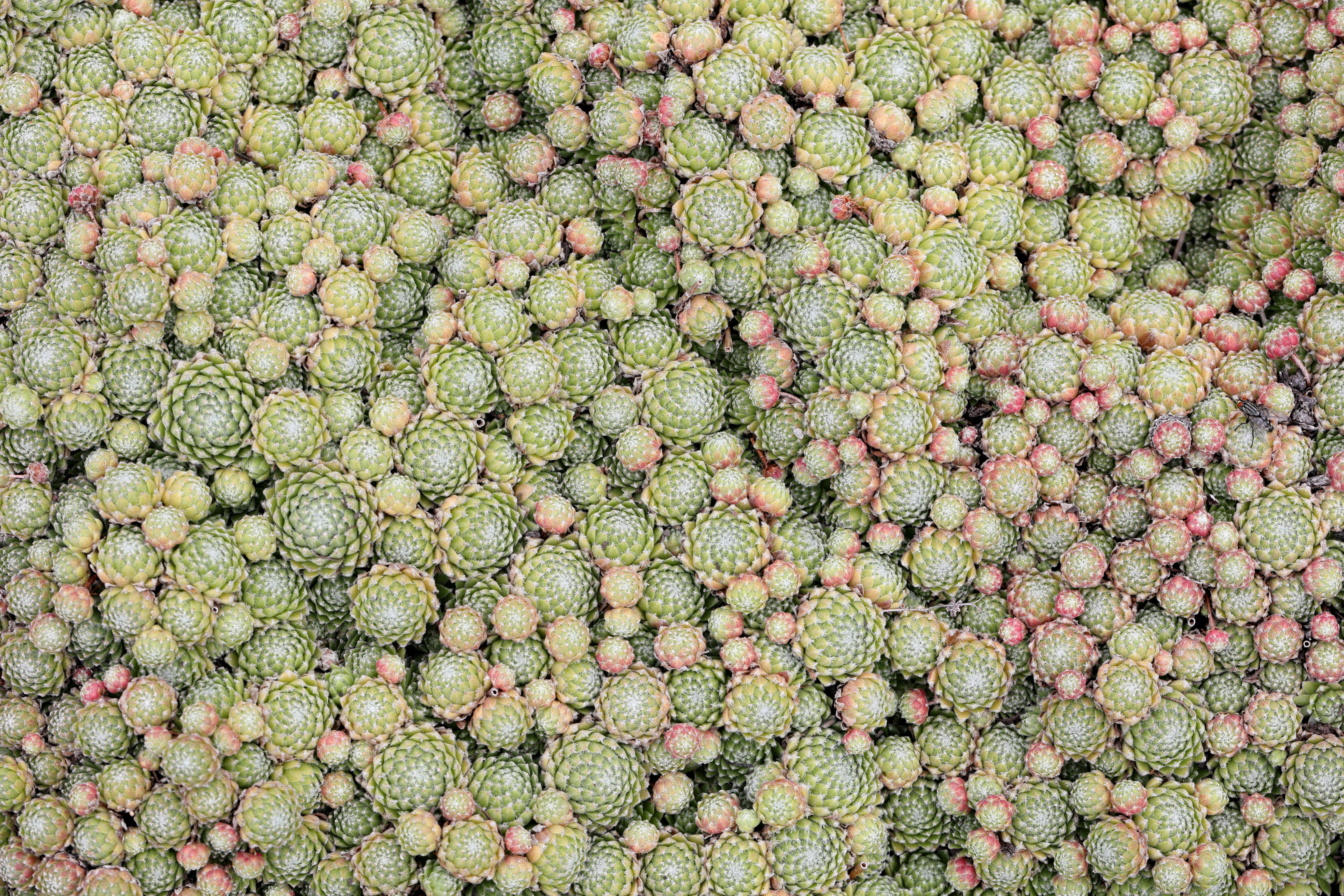
Joubarbe à toile d'araignée
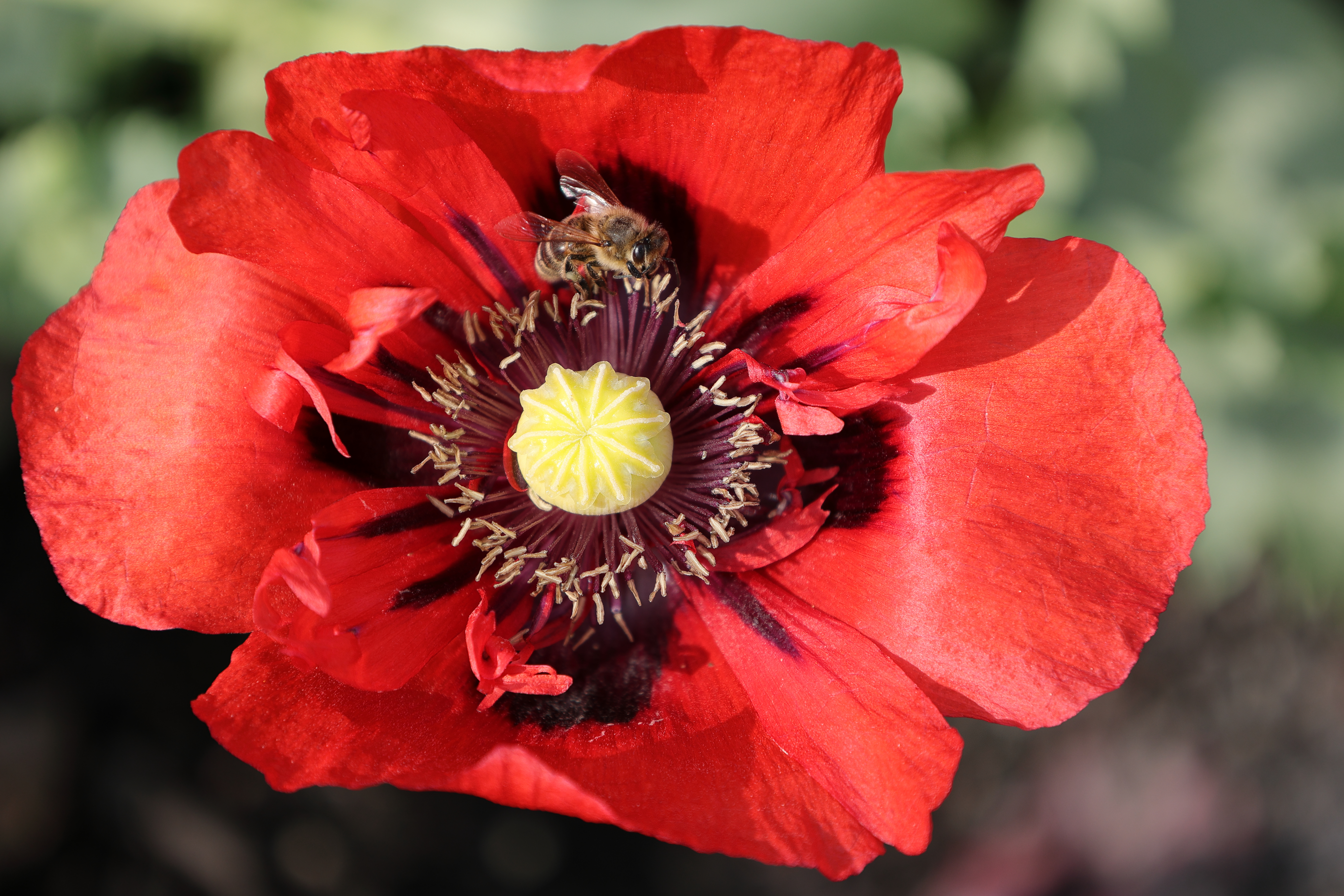
Pavot somnifère
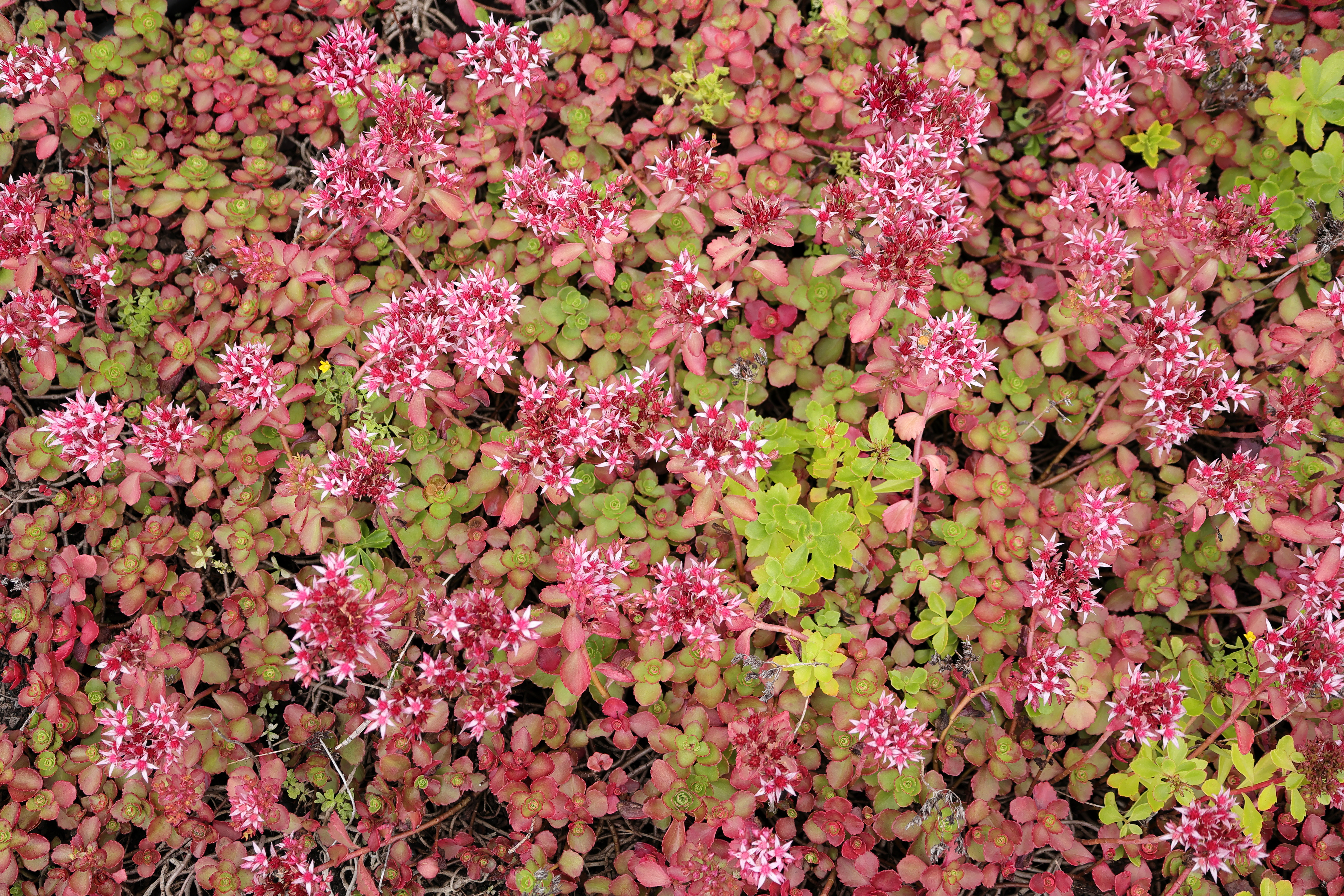
Orpin bâtard
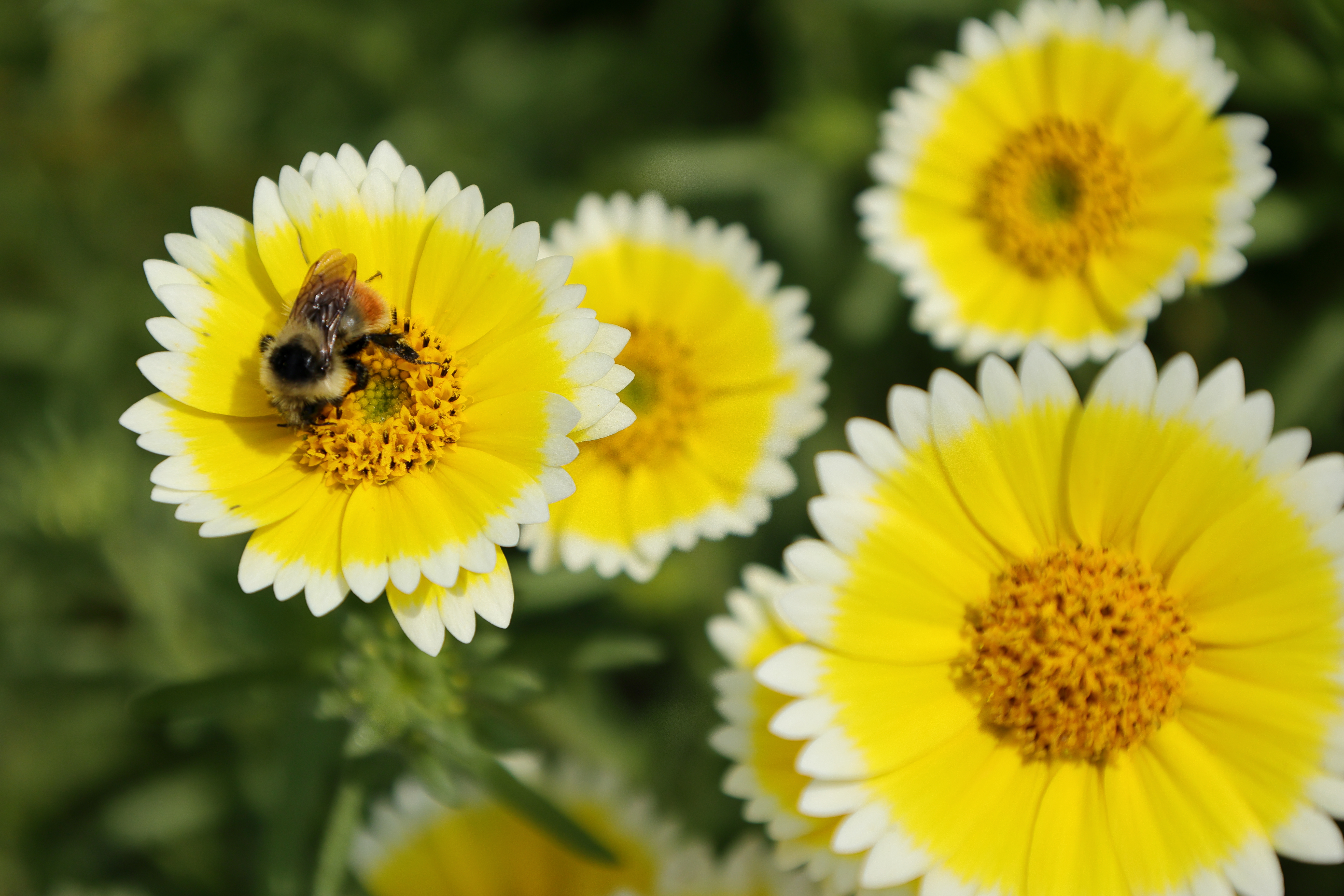
Layie élégante
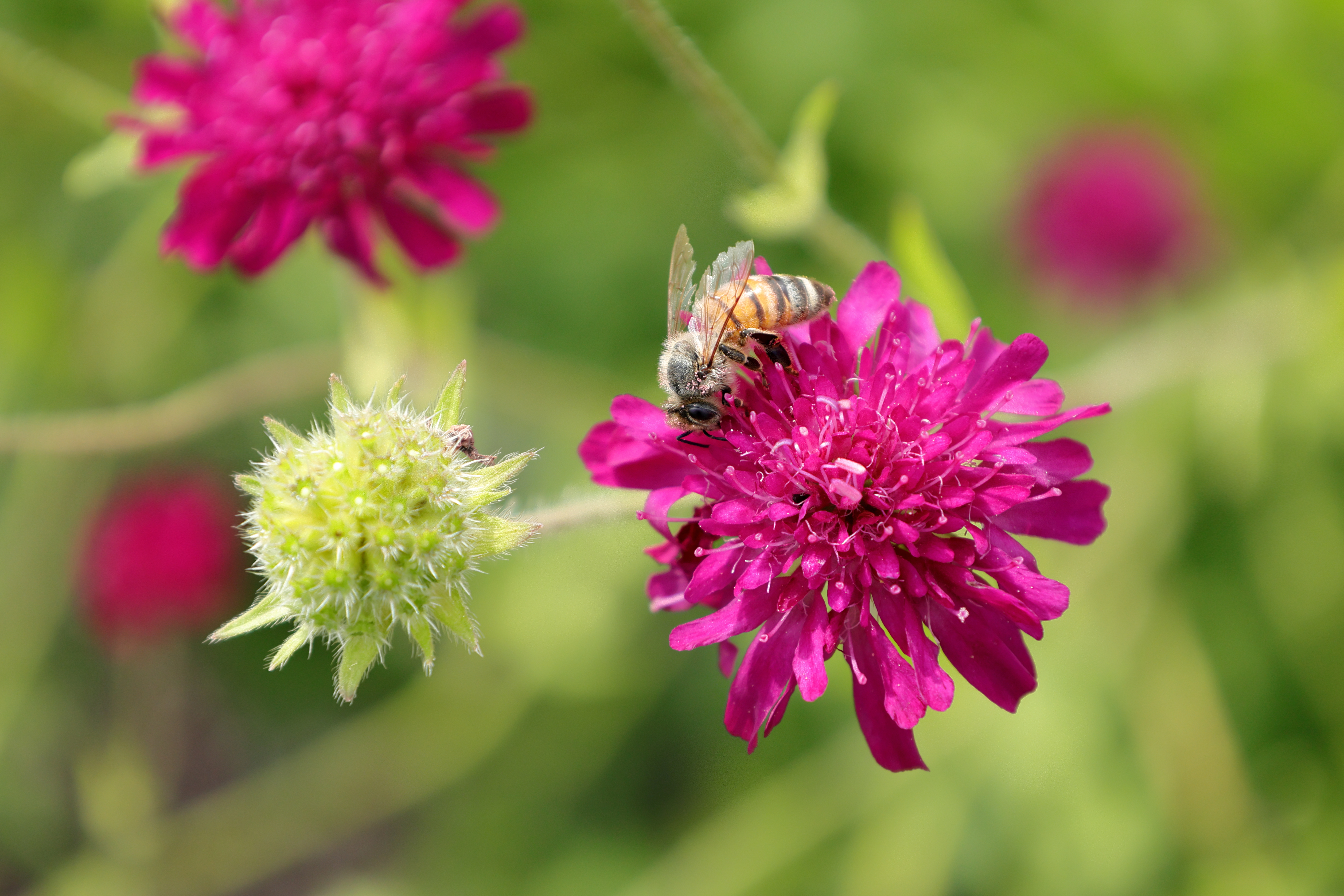
Knautie de Macédoine
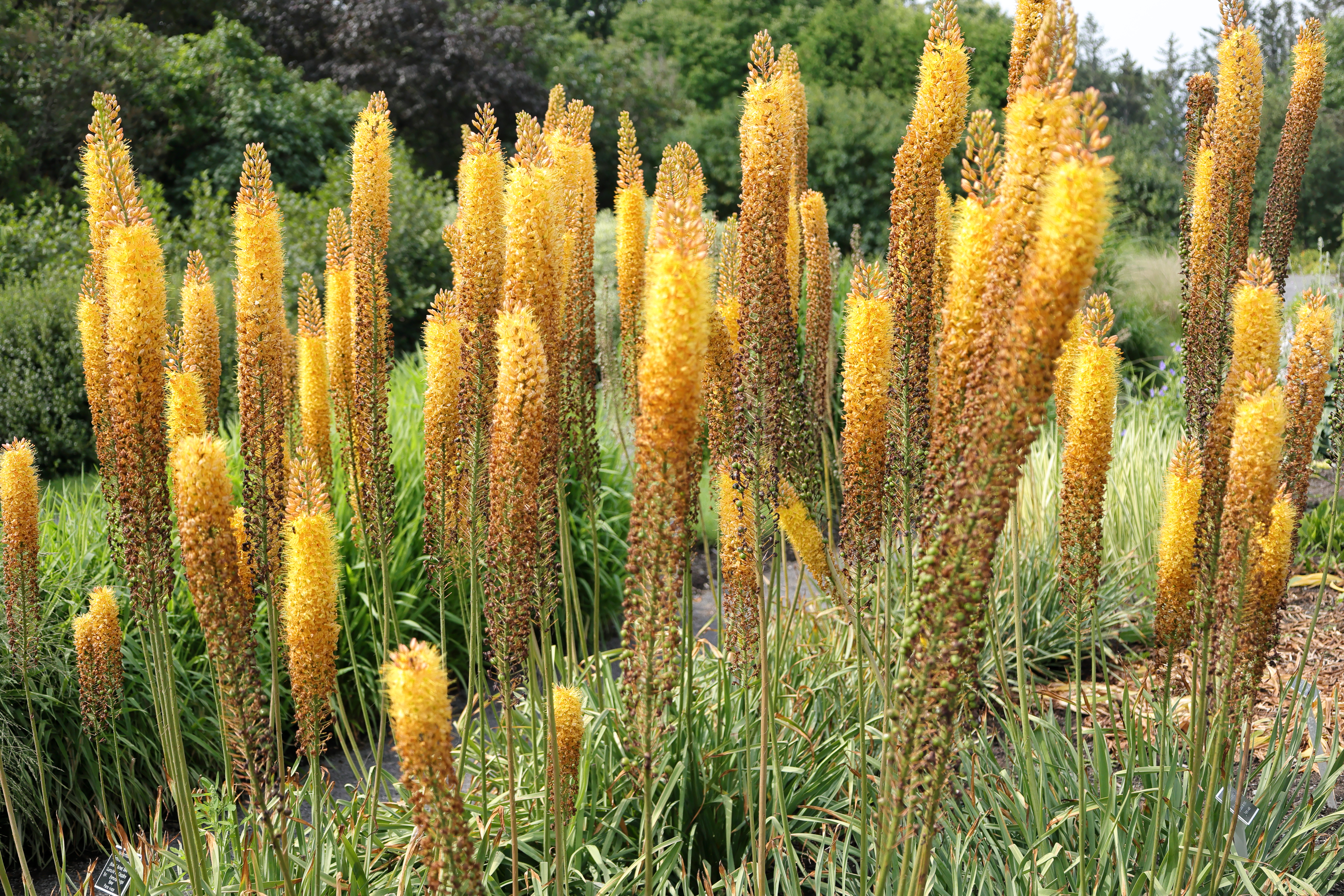
Lis queue de renard
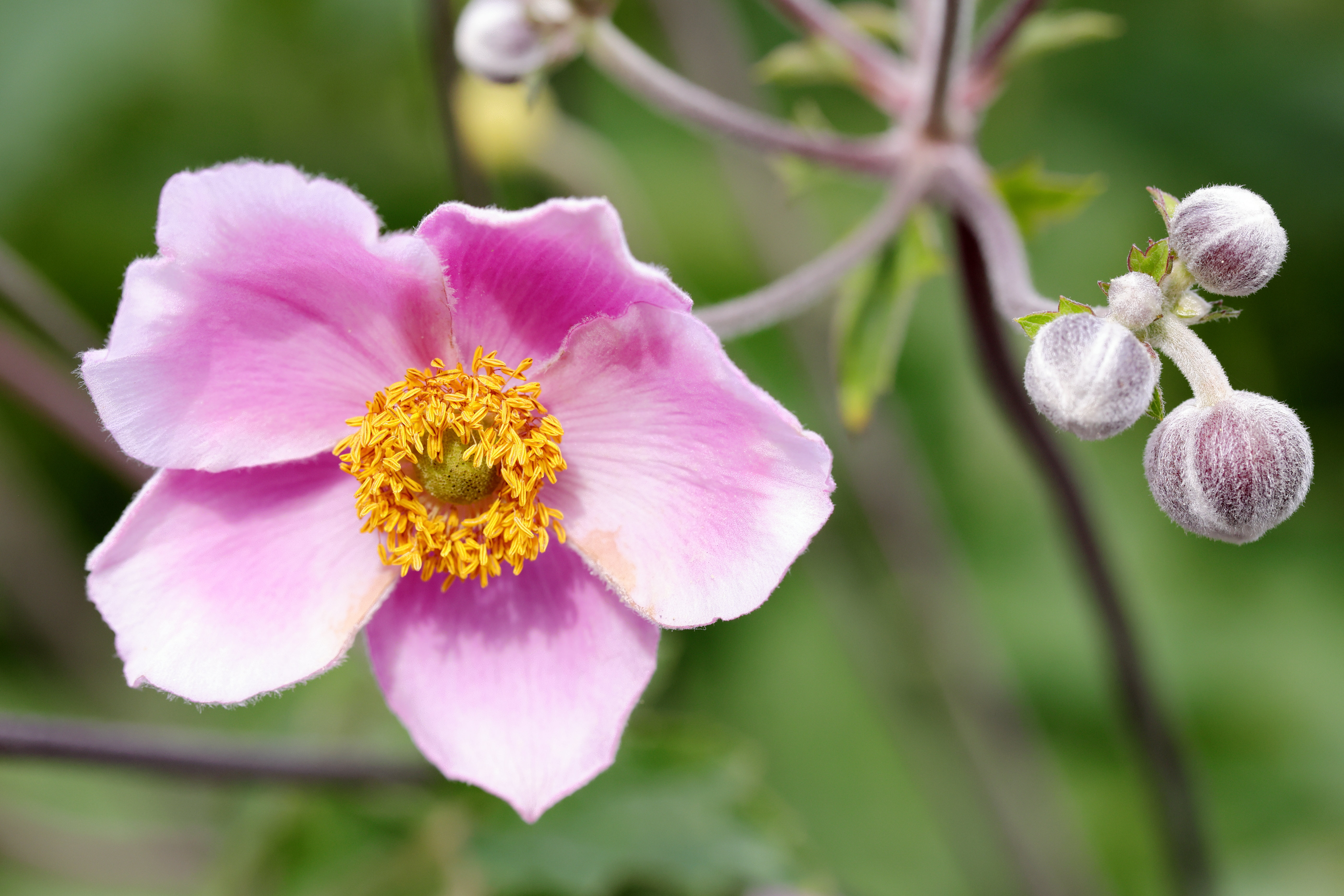
Anémone du Japon
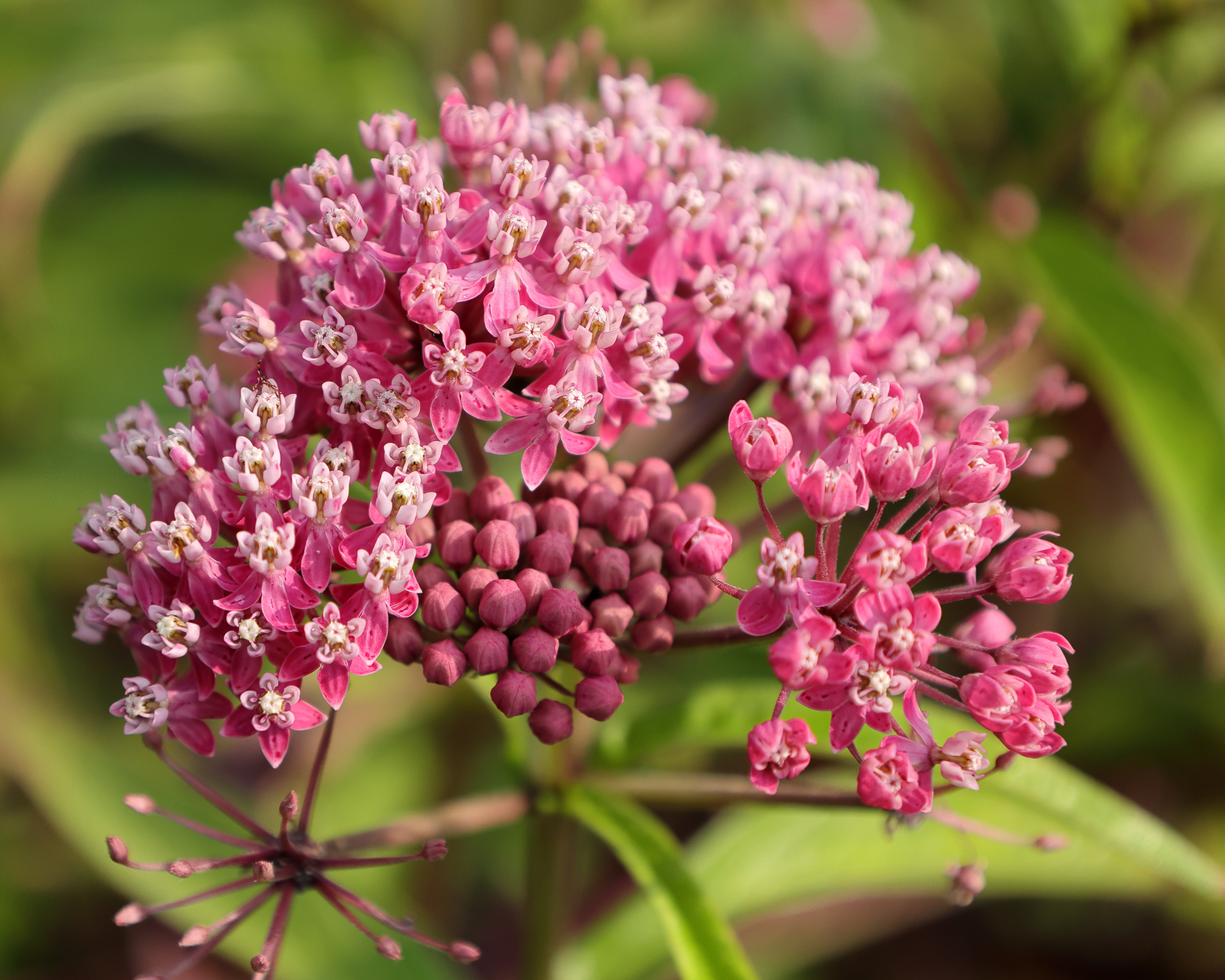
Asclépiade incarnate
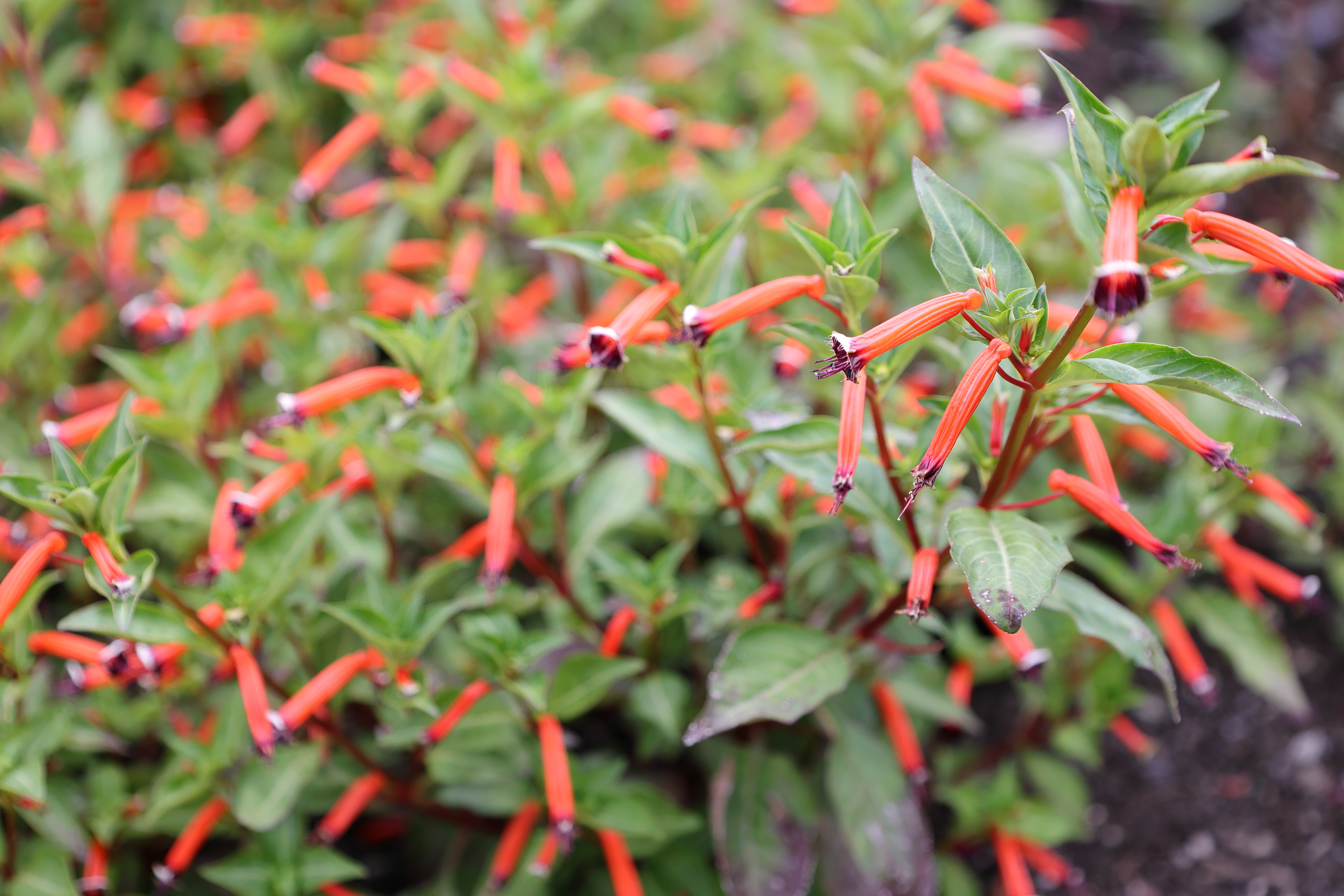
Plante cigarette
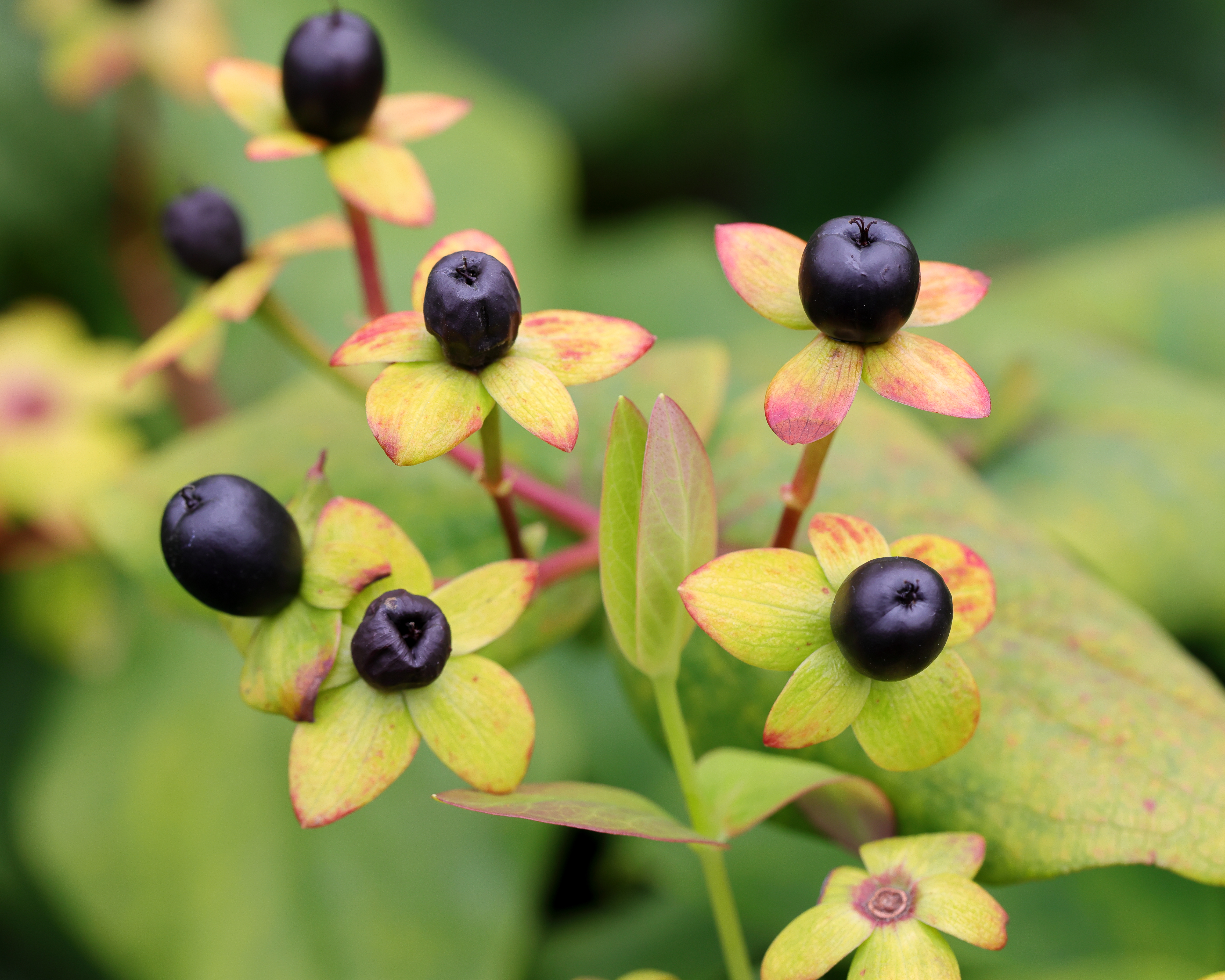
Millepertuis androsème
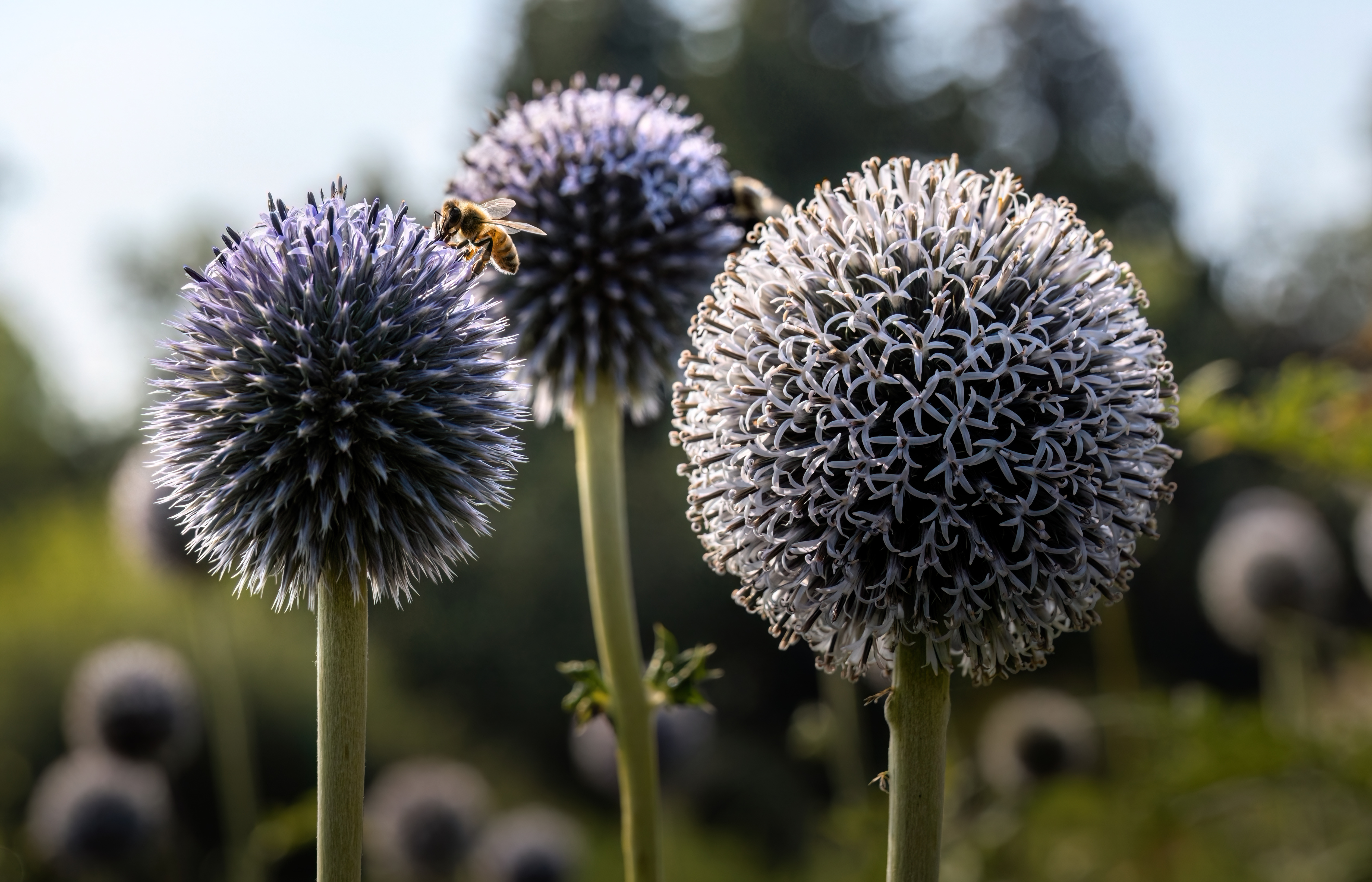
Azurite
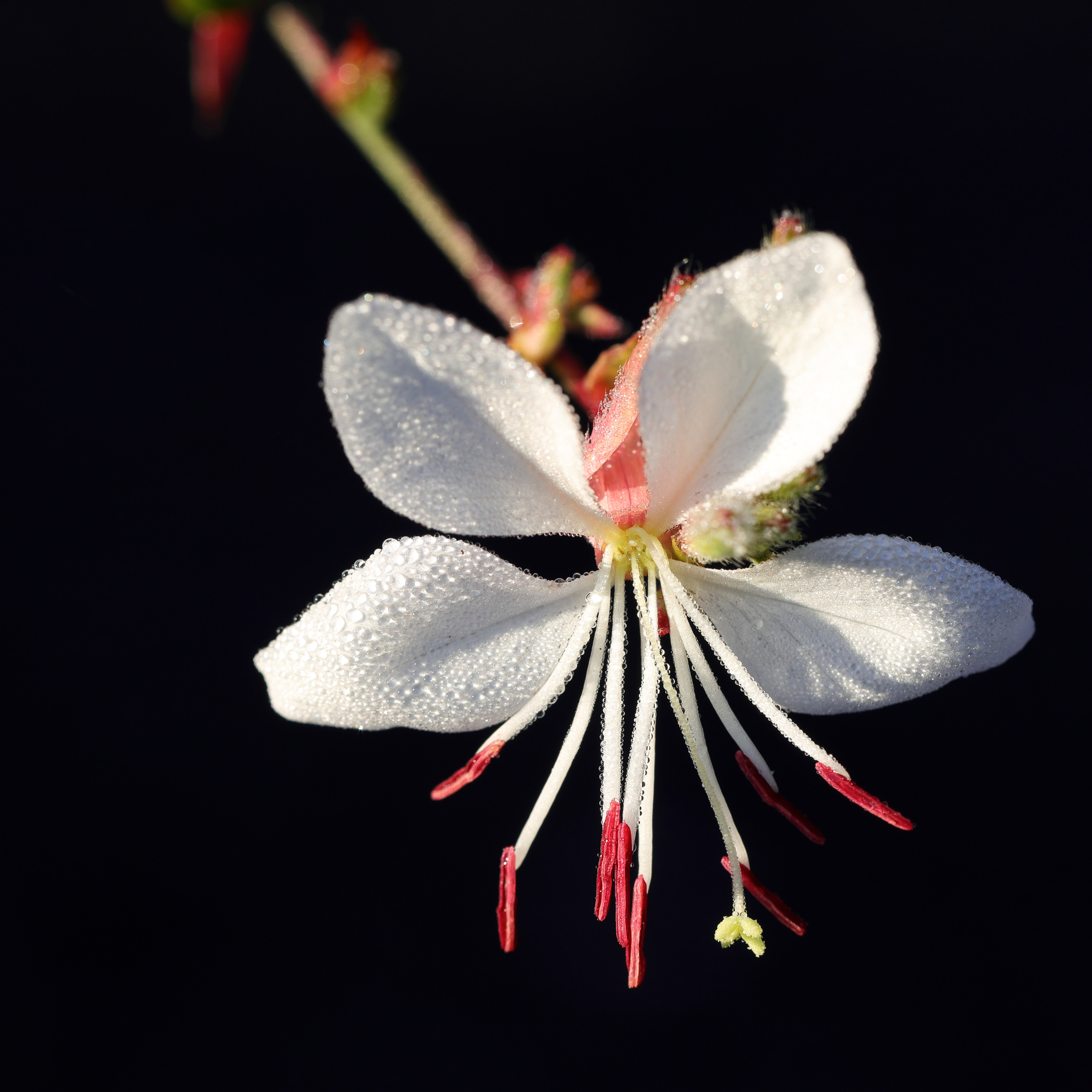
Gaura de Lindheimer
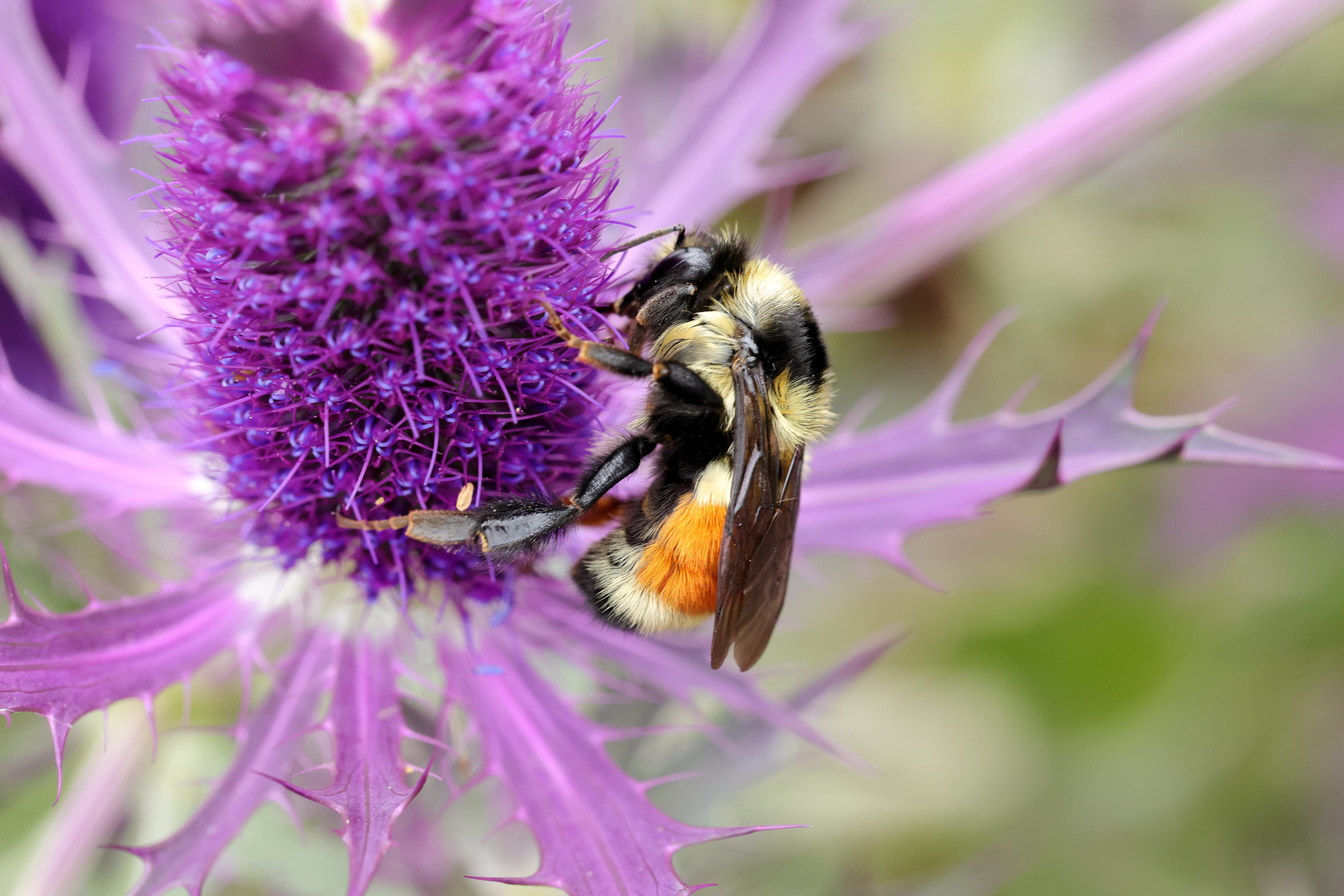
Eryngo de Leavenworth et bourdon tricolore
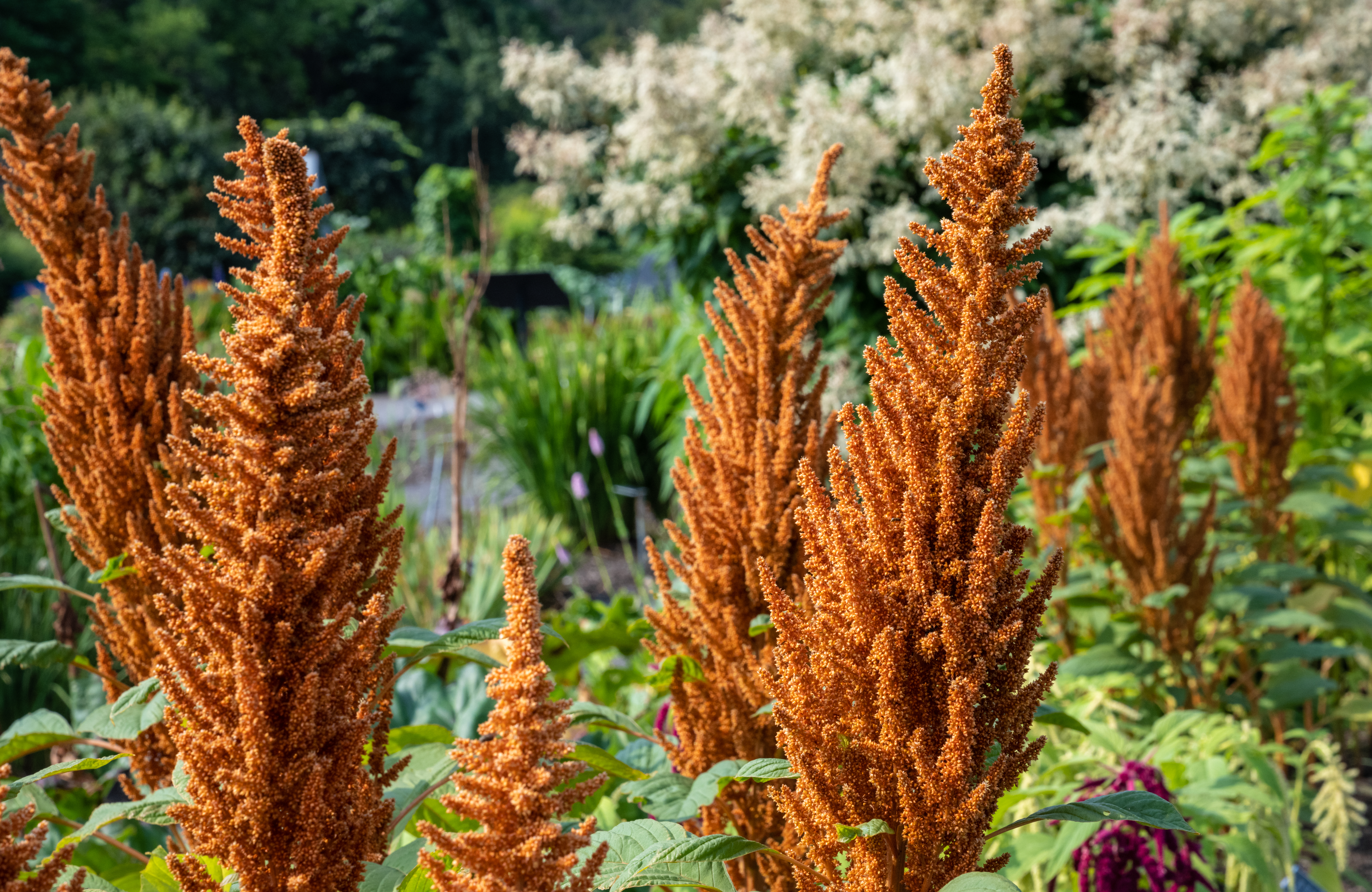
Amarante hypocondriaque
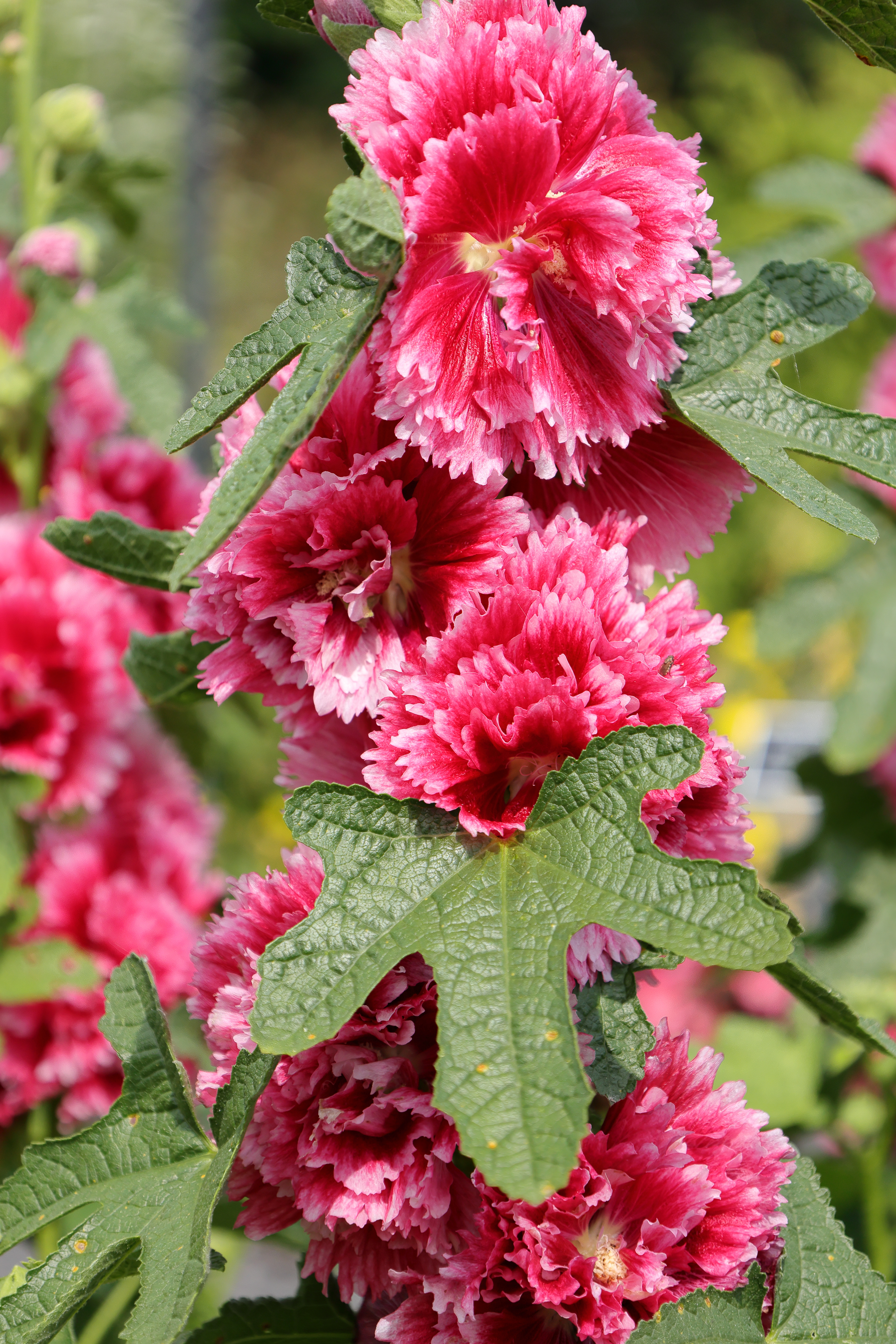
Rose trémière commune

## Affiliation
Le Jardin universitaire Roger-Van den Hende est affilié à l'organisme Botanic Gardens Conservation International (BGCI) qui fait la promotion de la préservation de la diversité botanique. Le siège social de cet organisme est situé à Londres, au Royaume-Uni. Plus de 800 jardins botaniques dans 120 pays sont membres de cette association. Le jardin fait aussi partie de l'Association des jardins du Québec, un organisme qui a pour mission de promouvoir les jardins publics du Québec et favoriser leur développement. L'organisation All-America Selections (AAS) a reconnu l'Université Laval comme un site de démonstration officiel et le jardin est ainsi un lieu d'évaluation de variétés pour l'industrie horticole sous les conditions climatiques de la région de Québec.

## Art public
Au centre de la roseraie Bon-Pasteur se trouve une sculpture de Geneviève Roy : Émergence.

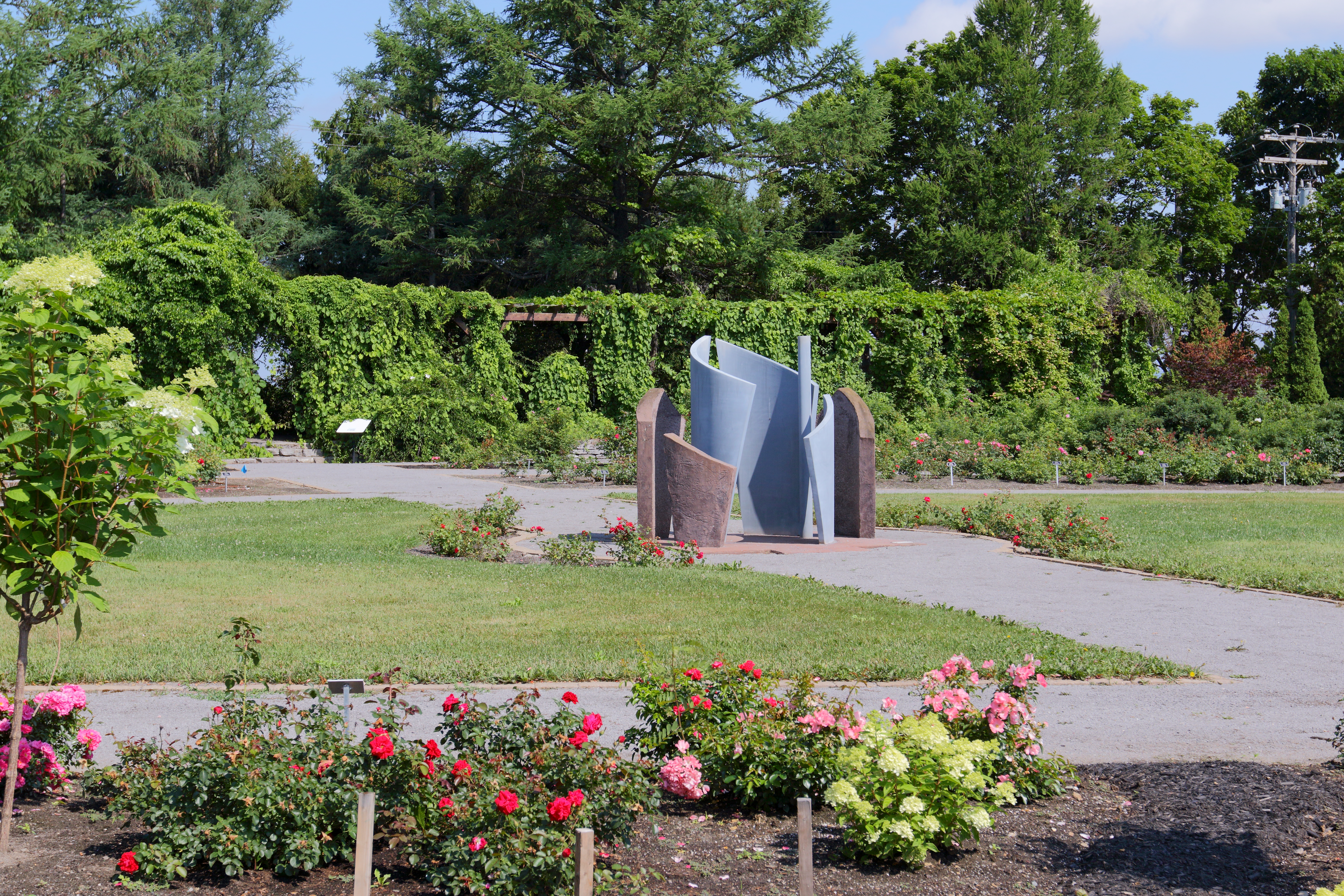
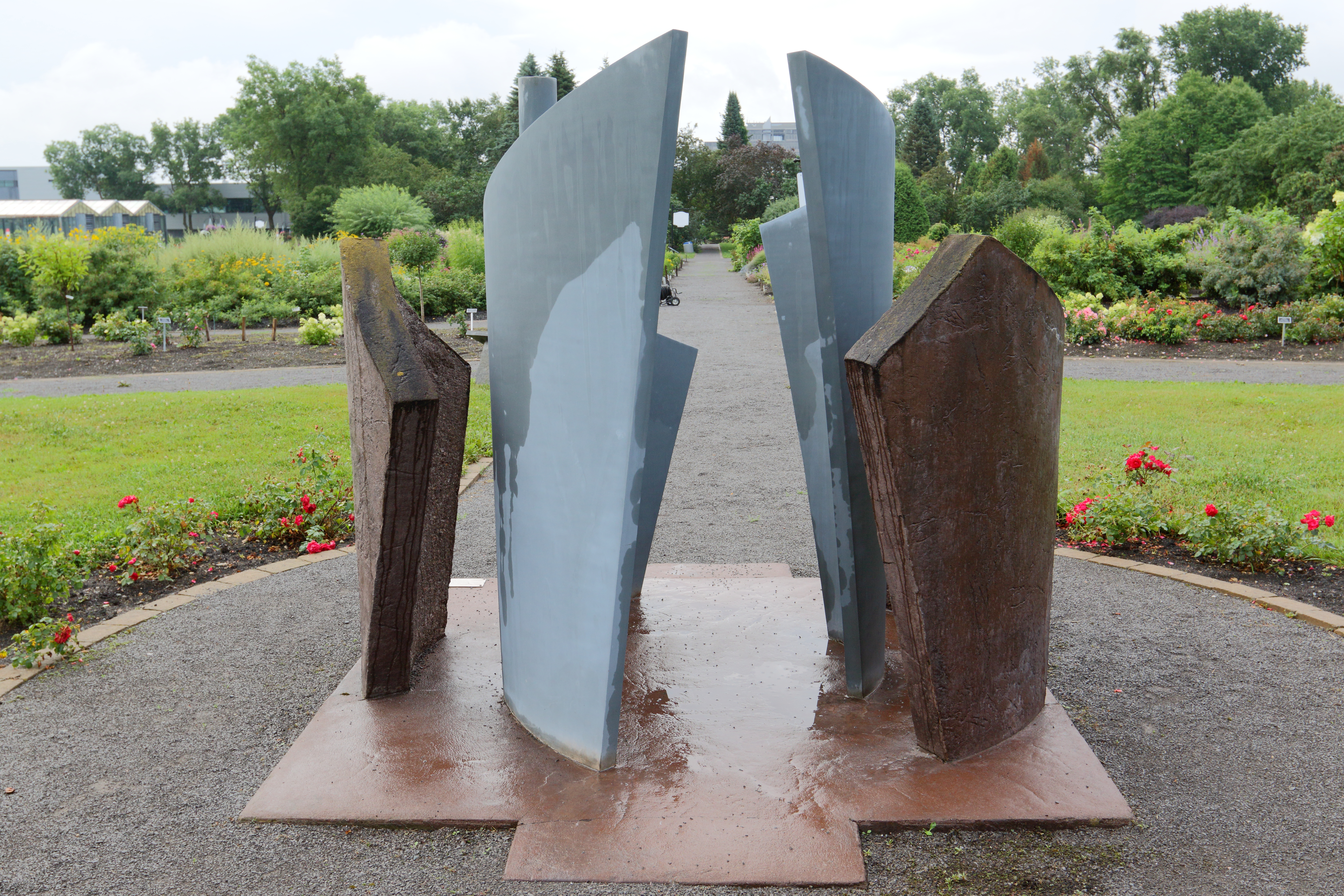